# ギリシャ関係記事の一覧
ギリシャ関係記事の一覧（ギリシャかんけいきじのいちらん）

## あ行
- アッティカ半島
- アテナイ
- アテネオリンピック (2004年)
- アテネ国際空港
- アトス山
- アリストテレス
- アリストテレス・オナシス
- アルカディア
- アレクサンドロス大王
- アレクサンドロス帝国
- エーゲ海
- エルギン・マーブル
- エレフテリオス・ヴェニゼロス
- オリンピア
- オリンポス山
- オリンピック航空
- オルペウス教

## か行
- ギリシア喜劇
- ギリシア悲劇
- ギリシア文学
- ギリシャ
- ギリシャ海軍艦艇一覧
- ギリシャの奇跡
- ギリシャ建築
- ギリシャ語
- ギリシャ正教会
- ギリシャ人の一覧
- ギリシャ神話
- ギリシャ哲学
- ギリシャ独立戦争
- ギリシャの観光
- ギリシャの世界遺産
- ギリシャ文化
- ギリシャ文字
- ギリシャ料理
- クレオパトラ7世
- クレタ島
- 小泉八雲
- 古代ギリシャ
- 古代民主制

## さ行
- 自由への賛歌
- シモノペトラ修道院
- スパルタ
- 正教会
- ソクラテス
- ソクラテス以前の哲学者

## た行
- デルフォイ
- トロイア戦争

## は行
- パルテノン神殿
- パレオロゴス朝ルネサンス
- 東ローマ帝国
- ビザンティン小説
- ビザンティン文化
- プトレマイオス朝
- プラトン
- プルタルコス
- ペルシア戦争
- ヘロドトス
- ペロポネソス半島
- ポリス

## ま行
- マケドニア王国
- マケドニア地方
- マケドニア朝ルネサンス
- マラソン
- ミケーネ
- ミノア文明

## や行
- ユーロビジョン・ソング・コンテスト2006